# Šišatovac

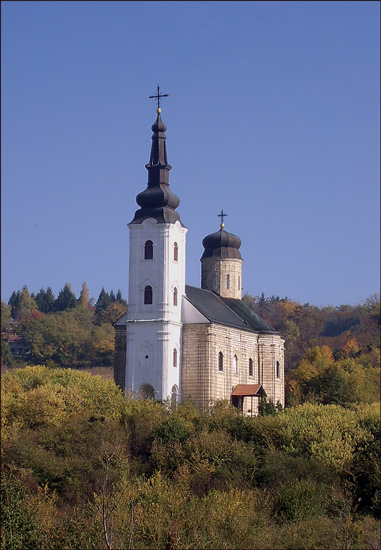
A Šišatovaci kolostor

Šišatovac (Шишатовац) település Szerbiában, a Vajdaságban, a Szerémségi körzetben, Szávaszentdemeter községben.
A falu közelében található Šišatovaci kolostor, amely az egyike a Fruška Gora 16 ortodox kolostorának.

## Demográfiai változások
| 1948 | 1953 | 1961 | 1971 | 1981 | 1991 | 2002 |
| ---- | ---- | ---- | ---- | ---- | ---- | ---- |
| 233  | 233  | 281  | 239  | 237  | 217  | 218  |